# August Pfeifer
August Pfeifer S.J. (* 29. Oktober 1877 im Weiler Ay (heute: Gemeinde Weilheim (Baden)); † 28. Mai 1919 in St. Blasien) war ein deutscher Jesuit, römisch-katholischer Theologe und Philosoph.

## Leben
August Pfeifer wuchs in Ay, damals ein Ortsteil von Bannholz (heute: Gemeinde Weilheim, Baden) als Sohn von Xaver Pfeifer, Steuereinnehmer von Bannholz, und seiner Frau Maria Anna Pfeifer geb. Böhler auf. Zunächst besuchte er die Volksschule in Bannholz. Pfarrer Gabriel Amann aus Waldkirch, heute ein Ortsteil von Waldshut-Tiengen, erkannte seine Begabung und ermöglichte ihm das Abitur an einem Gymnasium in Freiburg, das Pfeifer mit besten Zensuren ablegte. Dies ermöglichte ihm als einzigem seines Jahrgangs im Erzbistum Freiburg ein Studium am Deutschen Kolleg in Rom.
Nach der Promotion in Theologie und Philosophie erhielt Pfeifer 1904 in Rom die Priesterweihe. Danach arbeitete er zunächst als Sekretär des Caritasstifts in Freiburg und war erster Generalsekretär des Deutschen Caritasverbands, ehe er 1905 Vikar in Untersimonswald und 1906 Vikar in Kenzingen wurde. 1910 wurde er erster Spiritual am Erzbischöflichen Konvikt in Freiburg, also geistlicher Begleiter für die Priesteramtskandidaten in Freiburg.
1913 ließ er sich von seiner Heimatdiözese entbinden und trat dem Jesuitenorden bei. Dieser entsandte ihn nach Berlin, wo er eine Professur im Fach Ethik erwerben sollte. Dies wurde jedoch vom Ersten Weltkrieg vereitelt, da Pfeifer als Militärseelsorger einberufen wurde. Wegen seiner Italienischkenntnisse wurde er zum Geistlichen für die italienischen Kriegsgefangenen im Rheinland.
Gesundheitlich angeschlagen durch ein Lungenleiden kehrte er Anfang Juli 1918 in seine Heimat Ay zurück. Nach einem Blutsturz am 13. September 1918 kam er nach St. Blasien, wo er medizinisch gut versorgt wurde. Nach anfänglicher Hoffnung bestand bald keine Aussicht mehr auf Heilung, sodass ihm viel Zeit blieb, sich gewissenhaft auf seinen Tod vorzubereiten. Er starb am 28. Mai 1919 42-jährig in St. Blasien. Bei der Beerdigung in Waldkirch am 2. Juni 1919 trat unter anderem der Freiburger Konviktsdirektor Jakob Bilz als Trauerredner auf.
1921, nur zwei Jahre nach seinem Tod, brachte sein Mitbruder Pater Sigmund Nachbaur die Biografie Pfeifers mit dem Titel In der Werkstatt Gottes – Lebensbild des P. August Pfeifer S.J. heraus.